# Constitutioneel referendum in Liberia (1945)
Het constitutioneel referendum in Liberia van 1945 werd op 1 mei van dat jaar gehouden en handelde over het voornemen van de regering om de bevolking in de binnenlanden kiesrecht te verlenen. Als criterium gold wel dat de kiezers onroerend goed moesten bezitten en dus in aanmerking kwamen voor het betalen van belastingen, de zogenaamde "hut tax." Een meerderheid van ten minste twee derde van de kiezers stemde in met het voornemen van de regering, maar exacte data ontbreken.